# Psammosphaerinae
Psammosphaerinae es una subfamilia de foraminíferos bentónicos de la Familia Psammosphaeridae, de la Superfamilia Psammosphaeroidea, del Suborden Saccamminina y del Orden Astrorhizida. Su rango cronoestratigráfico abarca desde el Ordovícico hasta la Actualidad.

## Discusión
Clasificaciones previas incluían Psammosphaerinae en la Superfamilia Astrorhizoidea, así como en el Suborden Textulariina y/o Orden Textulariida.

## Clasificación
Psammosphaerinae incluye a los siguientes géneros:
- Cellonina †
- Psammosphaera
- Psammophax
- Sorosphaera
- Thuramminopsis †

Otros géneros asignados a Psammosphaerinae y actualmente clasificados en otras familias son:
- Anictosphaera †, ahora en la Familia Stegnamminidae
- Bykovaeina †, ahora en la Familia Stegnamminidae
- Pseudastrorhiza †, ahora en la Familia Stegnamminidae
- Spiculosiphon, ahora en la Familia Stegnamminidae
- Storthosphaera, ahora en la Familia Stegnamminidae
- Thuramminoides †, ahora en la Familia Stegnamminidae

Otros géneros considerados en Psammosphaerinae son:
- Arenosphaera, aceptado como Psammosphaera
- Danubica, aceptado como Thuramminopsis
- Palmierina
- Parvistellites, aceptado como Pseudastrorhiza
- Psammella †, aceptado como Psammosphaera
- Teichertina, sustituido por Psammosphaera
- Titanopsis, aceptado como Storthosphaera